# Ferfaðmur
Ferfaðmur (latinisiert Ferfathmur) war ein Flächenmaß auf Island.
- 1 Ferfaðmur = 1 Faðmur2 = 3,546 Quadratmeter